# Tragia capensis
Tragia capensis är en törelväxtart som beskrevs av Carl Peter Thunberg. Tragia capensis ingår i släktet Tragia och familjen törelväxter. Inga underarter finns listade i Catalogue of Life. Artens utbredningsområde finns i södra Afrika.